# Республіканська нарада кобзарів і лірників
Перша республіканська нарада кобзарів та лірників України — всеукраїнська нарада, яку скликав Інститут фольклору АН УРСР 15 квітня 1939 року в Києві. На той час репресії проти кобзарства стали реальністю, хоча, тогочасні періодичні видання подавали інформацію про те, що радянська влада піклується про незрячих кобзарів, забезпечуючи їх пенсією, відправляючи до санаторіїв та будинків відпочинку. У створених капелах бандуристів та музичних закладах, де вводилося навчання гри на бандурі, виконувалися лише дозволені, «ідеологічно чисті» твори. А республіканська нарада кобзарів та лірників мала на меті засвідчити, що кобзарство існує, насильства над ним нема. Хоча майже всі учасники були сліпцями, зате більшість не володіли традиційним репертуаром та не грали на традиційному інструменті, а деякі вперше дістали інструмент за кілька тижнів до наради.
На цю нараду вдалося зібрати лише 37 народних співців. Виступали Дмитро Ревуцький, Федір Кушнерик.
У 1955 році скликано ще одну нарада кобзарів і лірників (за ініціативою М. Т. Рильського).

## Учасники наради
- Авраменко Степан Трохимович;
- Адамцевич Євген Олександрович;
- Бедрин Іван Антонович;
- Гузь Петро Іванович;
- Житченко Василь Андрійович;
- Колісник Нестір Данилович;
- Кушнерик Федір Данилович;
- Мовчан Єгор Хомич;
- Носач Павло Варламович;